# Jean Hélène
Pour les articles homonymes, voir Baldensperger.
Jean Hélène, de son vrai nom Christian Baldensperger, né le 8 août 1953 à Mulhouse et mort le 21 octobre 2003 à Abidjan, est un journaliste français spécialisé sur l'Afrique.

## Biographie
Élève de l'École supérieure de journalisme de Paris et de l'École des Hautes Études Internationales, Christian Baldensperger (qui n'a alors pas encore pris Jean Hélène pour pseudonyme) héberge et anime dans son propre appartement d'Auteuil, à Paris, un groupe d'étudiants de l'École supérieure de Journalisme. Il finance ainsi ses études, par l'hôtellerie et le service. Il fonde en outre l'Association pour la pratique du journalisme (l'A.P.J ), entité qui éditera trois numéros du journal Scoop Bidou Wapp en 1983.
Il est un lecteur régulier du journal Le Monde, dirigé par Hubert Beuve-Méry, pour lequel il ne cache pas son admiration.[réf. nécessaire]
Adepte de Jack Kérouac comme de Bob Dylan, il abrite à son domicile des musiciens de reggae occasionnels.[réf. nécessaire] Touche à tout et curieux de nature, il s'adonne au super huit et multiplie les occasions d'interviews. Discret, personne ne connait sa première vie de routard au Canada.[style à revoir]
Jean Hélène assure la direction du service Afrique de RFI entre 2001 et 2002, à la demande de Jean-Paul Cluzel, président-directeur général du groupe. Il a également longtemps travaillé pour le quotidien Le Monde.
Correspondant de RFI en Côte d'Ivoire, Jean Hélène est assassiné par un policier à Abidjan le mardi 21 octobre 2003, près de la Direction générale de la police nationale ivoirienne,. L'assassin de Jean Hélène, le sergent Séri Toulou Dago Théodore, est condamné, en décembre 2003, à 17 ans de prison (malgré ses protestations d'innocence),,.
Jean Hélène a été enterré dans sa ville d'origine à Mulhouse le 27 octobre 2003,. Un studio de RFI a été rebaptisé en son honneur.
Il a été décoré à titre posthume 10 ans après sa mort par les autorités ivoiriennes,.